# Pagaronia hallasana
Pagaronia hallasana är en insektsart som beskrevs av Kae Kyoung Kwon och Lee 1978. Pagaronia hallasana ingår i släktet Pagaronia och familjen dvärgstritar. Inga underarter finns listade i Catalogue of Life.